# Parafia Wniebowstąpienia Pana Jezusa w Jaszkotlu
Parafia Wniebowstąpienia Pana Jezusa w Jaszkotlu – znajduje się w dekanacie Kąty Wrocławskie w archidiecezji wrocławskiej. Erygowana w XIV wieku.
Obsługiwana przez księży archidiecezjalnych. Jej proboszczem jest ks. dr Patryk Gołubców.

## Parafialne księgi metrykalne
| Księgi metrykalne | Okres ewidencji |
| ----------------- | --------------- |
| chrztów           | 1902 -          |
| ślubów            | 1867 -          |
| zgonów            | 1899 -          |